# モンゴル・南宋戦争
モンゴル・南宋戦争（モンゴル・なんそうせんそう）は、13世紀にモンゴル帝国と南宋との間で行われた戦争。1235年から1279年まで断続的に行われたが、時期によって第1次（オゴデイ治下のクチュの南征、1235年 - 1241年）、第2次（モンケ治下のクビライの南征、1253年 - 1259年）、第3次（南宋滅亡1268年 - 1279年）に分けられる。

## クチュの南征

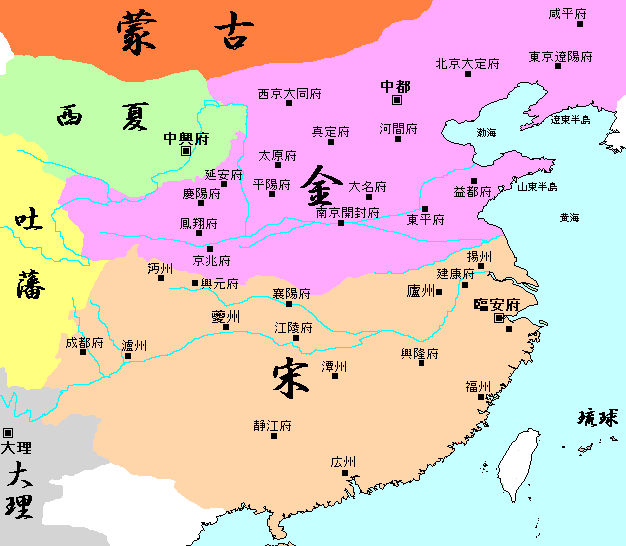
モンゴル帝国勃興時の諸国

1227年、モンゴル帝国の創始者チンギス・カンが死去すると、1229年に行われたクリルタイの結果、オゴデイが第2代皇帝（カアン）となった。オゴデイはまずその政権の盤石さを示すため、南宋と同盟を結び第二次対金戦争を起こした。戦闘の大部分はモンゴル軍が担ったが、南宋側でも孟珙を派遣するなど勝利に貢献し、1234年、金をついに滅ぼした。
そこでモンゴル帝国と南宋は協定を結び、モンゴル軍は北還を開始したが、南宋政府は遼滅亡時と同じように中原回復という非現実的な目標を掲げ、協定を破って北宋の旧都開封・洛陽・南京などの都市を奪回した。この行為は当然モンゴル帝国軍の激しい怒りを呼び、南下が開始された。
一方、オゴデイ政権では東西への大遠征が企画されつつあり、バトゥの西征と対になる形でオゴデイの第3子クチュを総大将とする南宋侵攻作戦が決定された。クチュはモンゴル軍伝統の三軍団方式をとり、西路軍はコデンが率いて甘粛方面から、東路軍はカチウン家のアルダイチなどが山東方面から、そして中央軍は漢水流域を南下して大軍で南宋に攻め込んだ。
しかし、総大将であるクチュが開戦早々に不可解な急死を遂げ、中央軍が後退してしまうと、モンゴル軍の指揮系統は混乱してしまい、諸軍がばらばらに南宋側の諸都市を攻撃することとなった。ここにおいて、指揮系統の混乱したモンゴル軍はしばしば攻城戦を失敗し、前回のモンゴルと南宋との衝突でも活躍した孟珙が再び起用されると逆に南宋軍に押し込まれ、襄陽までをも失ってしまう。

## 鄂州の役
オゴデイ死去後、第3代皇帝（カン）グユクとバトゥの対立などで一時、モンゴル帝国内で混乱が起こったが、モンケがカアンに即位するとその混乱も収まり、再びモンゴル帝国は東西への大遠征を企画した。モンケは実弟クビライ、フレグにそれぞれ東アジア、西アジアの経略を委ねることを発表した。
1251年、クビライは金蓮川に入るとそこを本拠地とし、南宋侵攻を計画した。まず手始めにクビライは南宋を包囲するため、1253年に雲南・大理遠征で大理国を屈服させたものの、以後は金蓮川から動かず高麗遠征、南宋侵攻の指揮を執り、南宋の攻略に関しては長期戦に持ち込む構えをとった。
しかし短期決戦を望むモンケは、クビライの慎重策に不満を持ち、クビライを更迭、タガチャルを起用した。そのタガチャルも襄陽・樊城を攻撃したものの、何故かすぐに撤退を始めた。激怒したモンケは今度はタガチャルを更迭して再びクビライを起用し、自ら南宋侵攻に打って出るも、各隊の連携がうまくいかずモンケの軍のみが突出しすぎる形となり、1259年に釣魚城（現重慶市合川）攻略中のモンケが軍中にて急死した。
モンケの死により、カアン（ハーン）位はクビライとアリクブケの間で争われることとなったが、クビライは急いで北還することで配下の軍勢、特に漢人部隊が離散することを恐れ、逆に南下することで配下の軍勢を留め置いた。南下したクビライは、モンゴル軍としては初めて長江を渡り、鄂州（現武漢）を包囲した（鄂州の役 (1258年 - 1259年)）。
一方、モンケの死によるモンゴル軍の不規則な行動を図りかねていた南宋は、モンゴル軍が長江を渡ったことに衝撃を受けて、賈似道を鄂州に派遣した。しかしこの頃には、クビライ陣営に帝国の有力者タガチャルが加わり、加速度的にクビライに就く旧南宋遠征軍は増えており、クビライはすでに北還を決意していた。
援軍に来た賈似道は、長江を渡ろうとしていたモンゴル軍の一部を襲撃、撃破した。この時の勝利をもとに、賈似道はその後宰相にまで出世したが、当時から賈似道とクビライの間に密約があったのではないかという噂がささやかれ、この戦闘の戦果を疑問視する説もある。

## モンゴル軍の大侵攻
あしかけ4年にわたる帝位継承戦争を制したクビライは、第5代皇帝（カアン）に即位し、まだ中央アジア方面に残る反乱分子との戦いと並行して南宋侵攻を企画した。南宋作戦の難しさを身をもって知るクビライは、まず江南ではその長所を十分に生かし切れないモンゴル騎兵を主体とする作戦をやめ、ごく少数のモンゴル騎兵を中核とした契丹、女真、漢人の混合部隊に、さらに旧華北の軍閥の歩兵主体の大兵団を加えた3重構造の軍団を再編成した。
1268年、アジュを主将、史天沢を副将格とするモンゴル軍は南下を開始し、まず樊城を囲んだ。襄陽・樊城攻防戦は5年にわたって行われ、呂文煥以下の南宋軍は非常に良く抗戦したものの、周到に準備・計画を行ったモンゴル軍に敵わず、1273年に降伏した。
大いにモンゴル軍を苦しめた呂文煥であったが、すでになるべく無傷で江南の地を取ろうと考えていたクビライは大いに優遇し、味方に引き入れようと努めた。十分な援軍を送ろうとしなかったとして賈似道政権に不満を持っていた呂文煥は、クビライに忠誠を誓い、モンゴル軍に寝返った。
襄陽・樊城の陥落と呂文煥の投降が南宋の人民に与えた衝撃は大きく、また呂文煥が長年の人脈から長江流域に広く調略を行ったため、南宋は急速に基盤を緩めつつあった。この状況を見て取ったクビライは南宋への大侵攻を決定、バヤンを総大将とする空前の大軍が南下を始めた。
バヤンは自ら20万の大軍を率いて漢水に沿って襄陽から安陸府へ南下し、漢口（武漢）で南宋の艦隊に阻まれた。呂文煥の案内で密かに軍の一部を徒渉させて艦隊を挟撃する構えをとったことで、おびえた南宋艦隊は撤退し、1274年には鄂州がモンゴル軍の手に落ちた（鄂州の役 (1274年)）。
もともとバヤンはクビライにむやみに敵を殺害することを避け、できるだけ無傷で降伏させていくよう命令されていたため、鄂州でも一切の略奪を禁ずるなど丁重に扱っていたが、これが南宋側にも伝わると続々と投降者が出た。水陸並んで長江を下るモンゴル軍は投降した兵によって膨れ上がり、ようやく出陣してきた賈似道の軍も蕪湖の戦いで粉砕して臨安に迫った。
1276年、臨安は無血開城し、南宋は事実上滅亡した。張世傑・陸秀夫ら一部の軍人と官僚により抗戦が続けられたが、広州湾において崖山の戦いでモンゴル軍に撃滅され、南宋は完全に滅びた。